# دهستان قوچان عتیق
دهستان قوچان عتیق از توابع بخش قوچان عتیق شهرستان قوچان در استان خراسان رضوی ایران است. مرکز آن روستای اصغرآباد است.

## جمعیت
این دهستان بر اساس سرشماری سال ۱۳۹۵ جمعیتش (۶٬۱۳۷خانوار) برابر با ۲۴٬۵۵۹نفر
بوده‌است.